# Levstikova nagrada
Levstikova nagrada je nagrada, ki jo od leta 1949 Založba Mladinska knjiga podeljuje za dosežke na področju otroške in mladinske književnosti avtorjem, ki objavljajo pri tej založbi. Do leta 1991 so nagrado podeljevali enkrat letno, od tedaj pa bienalno.

## O nagradi
Nagrada nosi ime po slovenskem književniku Franu Levstiku.
Podeljuje se več Levstikovih nagrad:
- Levstikova nagrada za izvirno ilustracijo;
- Levstikova nagrada za izvirno leposlovno delo;
- Levstikova nagrada za stvarno literaturo;
- Levstikova nagrada za življenjsko delo.

Nagrada za življenjsko delo se podeljuje od leta 1999 in se podeli dvema osebama; piscu literature za otroke in mladino ter ilustratorju. Kandidata za Levstikovo nagrado izbere posebej določena žirija.
Levstikove nagrade so bile prve založniške nagrade po drugi svetovni vojni. Ustanovni namen spodbujanja slovenskih književnikov, slikarjev in tudi znanstvenikov k ustvarjanju za mladino se je uresničil. Tradicija podeljevanja nagrad je prispevala k razvoju otroške in mladinske književnosti na Slovenskem. S podeljevanjem se kaže temeljno prizadevanje Mladinske knjige, da skrbi za izvirne ter kakovostne knjige za otroke in mladino. 

## Dobitniki

### Seznam dobitnikov od leta 1949 do leta 1959
| Leto | Dobitnik |
| ---- | --- |
| 1949 | France Bevk za povest Tonček Prežihov Voranc za zbirko Solzice Josip Ribičič za igro Tinče in Binče Tone Seliškar za povest Mule Katja Špur za publicistično delo Maksim Gaspari za ilustracije v knjigi Korneja Čukovskega Čuri-Muri velikan France Mihelič za ilustracije v knjigi Prežihovega Voranca Solzice Marij Pregelj za ilustracije v knjigi Franceta Bevka Otroška leta France Podrekar za ilustracije v knjigi Frana Milčinskega Butalci Ive Šubic za ilustracije v knjigi Zorana Hudalesa Nejček |
| 1950 | Pavel Golia za igro Sneguljčica in za mladinsko delo Anton Polenec za knjigo Iz življenja žuželk Tone Kralj za ilustracije v knjigi Igorja Šiliha Pravljica o carjeviču Jeruslanu Nikolaj Omersa za ilustracije v knjigi Milana Šege Zgodbe o živalih Marlenka Stupica za ilustracije v knjigi Iga Grudna Na Krasu Janez Vidic za ilustracije v knjigi Premagane zverine |
| 1951 | France Bevk za povest Mali upornik France Križanič za knjigo Kratkočasna matematika Drago Matanović za knjigo Pogled v elektrotehniko Vladimir Naglič za knjigo Kratke zanimivosti iz pomorstva Jože Pahor za knjigo Hodil po zemlji sem naši Gvido Birolla za ilustracije v knjigi Karla Široka Trije bratje in trije razbojniki France Mihelič za ilustracije v knjigi Frana Levstika Najdihojca Slavko Pengov za ilustracije v knjigi Frana Saleškega Finžgarja Pod svobodnim soncem Dušan Petrič za ilustracije v knjigi Ljudmile Prunk - Utve Kaj je videl Mižek Figa Ive Šubic za ilustracije v knjigi Kralj Matjaž reši svojo nevesto Janez Vidic za ilustracije v knjigi Matije Valjavca Živalske pripovedke |
| 1952 | Miroslav Adlešič za knjigo Od mehanike do elektronike Anton Polenec za knjigo Iz življenja pajkov Miroslav Zei za knjigo Iz ribjega sveta Boris Kobe za ilustracije v knjigi Ivana Tavčarja Visoška kronika Rado Krošelj za ilustracije v knjigi Barčica France Mihelič za ilustracije v knjigi Franceta Bevka Pestrna Marlenka Stupica za ilustracije v knjigi Otona Župančiča Mehurčki Janez Vidic za ilustracije v knjigi Letni časi |
| 1953 | Lavo Čermelj za knjigo Nikola Tesla in razvoj elektrotehnike Fran Saleški Finžgar za zgodbe Iz mladih dni Miško Kranjec za zgodbe Imel sem jih rad Evgen Sajovic za ilustracije v knjigi Hansa Christiana Andersena Snežna kraljica in druge pravljice Maksim Sedej za ilustracije Tisoč in ena noč |
| 1954 | Ivan Bratko za povest Teleskop Božo Petek za knjigo Letalsko modelarstvo Jože Ciuha za ilustracije v knjigi Jovana Jovanovića - Zmaja Cekin Roža Piščanec za ilustracije v knjigi Johanne Spyri Heidi Maksim Sedej za ilustracije v knjigi Bogomira Magajne Racko in Lija Marlenka Stupica za ilustracije v knjigi bratov Grimm Trnuljčica |
| 1955 | Ela Peroci za zgodbo Moj dežnik je lahko balon Josip Ribičič za povest Rdeča pest (posebna nagrada) Branko Rudolf za knjigo Maske in časi Tone Seliškar za povest Posadka brez ladje Božo Škerlj za knjigi Nevšečno sorodstvo in Neznana Amerika Nikolaj Omersa za ilustracije v knjigi Zajčkov zvonček Ivan Seljak - Čopič za ilustracije v knjigi Franceta Bevka Knjiga o Titu in v knjigi Toneta Seliškarja Posadka brez ladje |
| 1956 | Miško Kranjec za knjigo Čarni nasmeh Janez Matjašič za poljudnoznanstveno knjigo Iz življenja najmanjših Ela Peroci za pravljice Tisočkratlepa France Mihelič za ilustracije v knjigi Mire Mihelič Štirje letni časi Maksim Sedej za ilustracije v knjigi Vitomila Zupana Potovanje v tisočera mesta in v knjigi Pastirček |
| 1957 | Miroslav Adlešič za knjigo Svet svetlobe in barv Miroslav Zei za knjigo Iz življenja sesalcev Lojze Zupanc za pravljice Povodni mož v Savinji Marij Pregelj za ilustracije v knjigi Jacka Londona Beli očnjak Melita Vovk za ilustracije v knjigi Milana Šege Zgode in nezgode kraljevskega dvora |
| 1958 | Anton Ingolič za povest Tajno društvo PGC Robert Neubauer za knjigo Ceylon Tone Pavček za zgodbico v verzih Juri Muri v Afriki Dušan Savnik za knjigo Svet nasprotij Milan Bizovičar za ilustracije v stripu Maghellanovo potovanje okoli sveta (Pionirski list) |
| 1959 | Lavo Čermelj za knjigo Z raketo v vesolje Frane Milčinski za igrico Zvezdica Zaspanka Štefan Planinc za ilustracije v knjigah Zime Vrščaj Sinička nas je obiskala, Herberta Georgea Wellsa Prvi ljudje na Mesecu in Rutherforda Montgomeryja Karkažu Marij Pregelj za ilustracije v knjigi Ernesta Hemingwaya Starec in morje Nikolaj Omersa za ilustracije v knjigah Zana Greya Skrivnostni jezdec, Franceta Bevka Pisani svet in Rudyarda Kiplinga Pogumni kapitani Marlenka Stupica za ilustracije v knjigi Matije Valjavca Pastir Štefan Planinc za ilustracije v knjigi Antona Ingoliča Tajno društvo PGC in v knjigi Vida Pečjaka Živali v ukrivljenem zrcalu                                                  |

### Seznam dobitnikov od leta 1960 do leta 1969
| Leto | Dobitnik |
| ---- | --- |
| 1960 | Branka Jurca za knjigo Okoli in okoli Janez Kajzer za knjigo Mimo dnevnega načrta France Križanič za knjigi Križem po matematiki in Elektronski aritmetični računalniki Ančka Gošnik Godec za ilustracije v knjigah Ele Peroci Ptičke so odletele, Anđelke Martić Deček in gozd ter Charlesa Perraulta Vile Marlenka Stupica za ilustracije v knjigi Carla Collodija Ostržek                                                                                          |
| 1961 | Tone Pavček za pesmice Velesenzacija Vid Pečjak za povest Drejček in trije Marsovčki Anton Ramovš za knjigi Zemlja skozi milijone let in Geološki izleti po ljubljanski okolici Roža Piščanec za ilustracije v knjigi Františka Hrubína Medenjakova hišica |
| 1962 | Lojze Krakar za pesmice Sonce v knjigi Miha Likar za knjige Virusi, Bakterije in Glivice Milan Bizovičar za ilustracije v knjigi Lojzeta Kovačiča Zgodbe iz mesta Rič-Rač Cita Potokar za ilustracije v knjigi Branke Jurca Lizike za vse |
| 1963 | Ciril Cvetko za knjigo Opera in njeni mojstri Breda Smolnikar za črtice Otročki, življenje teče dalje Kajetan Kovič za knjigo Franca izpod klanca Štefan Planinc za ilustracije v knjigi Pesmi za otroke Ivan Seljak - Čopič za ilustracije v knjigi Iva Andrića Aska in volk |
| 1964 | Miroslav Adlešič za knjigo Svet zvoka in glasbe France Avčin za knjigo Kjer tišina šepeta Ančka Gošnik Godec za ilustracije v knjigi Ele Peroci Za lahko noč ter v slikanicah O treh grahih in Zlata ptica Lidija Osterc za ilustracije v knjigi Ele Peroci Hišica iz kock Savo Sovre za ilustracije v knjigi Zlatka Muhvića Nemška vadnica za 5. in 6. razred osnovne šole Tone Žnidaršič za ilustracije v knjigi Vere Pirc Nauk o človeku za 7. razred osnovnih šol |
| 1965 | Leopold Suhodolčan za knjigo Velikan in Pajac Jože Ciuha za ilustracije v knjigi Črtomirja Šinkovca Pomlad ob Soči, v knjigi Bena Zupančiča Deček Jarbol in v knjigi Nade Kraigher Nina na Ceylonu Melita Vovk - Štih za ilustracije v knjigi Ivana Andrejeviča Krilova Basni, v knjigi Mire Mihelič Puhek v Benetkah in v knjigi Vere Albreht Pustov god Joško Battestin za poljudnoznanstveno delo Mikroskop Pionir                                                 |
| 1966 | Jože Ciuha za knjigo Potovanje v deseto deželo Branka Jurca za knjigo Vohljači in prepovedane skrivnosti Jože Ciuha za ilustracije v knjigi Pavla Golie Gospod Baroda in druge ljudske pesmi Aco Mavec za ilustracije v knjigi Roberta Louisa Stevensona Otok zakladov Lidija Osterc za ilustracije v knjigah bratov Grimm Lonček, kuhaj! in Sneguljčica in druge Grimmove pravljice ter Frana Milčinskega Desetnica                                                  |
| 1967 | Anton Ingolič za roman Gimnazijka France Planina za poljudnoznanstveno delo Jugoslavija Nada Prašelj in Bogomil Gerlanc za delo Bibliografija založbe Mladinska knjiga: 1945–1965 Milan Bizovičar za ilustracije v knjigi Prežihovega Voranca Solzice in Henryja Riderja Haggarda Salomonovi rudniki Jože Ciuha in Ive Šubic za ilustracije v knjigi Franceta Planine Jugoslavija                                                                                     |
| 1968 | Smiljan Rozman za mladinsko povest Reporter Tejč poroča Janez Stanič za poljudnoznanstveno delo Onkraj Kremlja Alenka Gerlovič za poljudnoznanstveno delo Likovni pouk otrok Božo Kos za ilustracije v knjigi Leopolda Suhodolčana Veliki in mali kapitan in za slikanici v Pionirskem listu Kavboj Pipec in Rdeča pesa ter Vesela šola |
| 1969 | Jože Snoj za mladinsko povest Barabakos in kosi Stanko Kotnik za poljudnoznanstveno delo Po domovih naših pisateljev Ivo Zorman za izvirno leposlovno delo V tem mesecu se osipa mak Lidija Osterc za ilustracije v knjigah Roberta Crotteta Laponske pripovedi, Toneta Pavčka Strašni lovec Bumbum in Ele Peroci Očala tete Bajavaje Ive Šubic za ilustracije v knjigi Toneta Kuntnerja Lesnika in v knjigi Dhana Gopala Mukerdjija Mladost v džungli                |

### Seznam dobitnikov od leta 1970 do leta 1979
| Leto | Dobitnik |
| ---- | --- |
| 1970 | Jože Šmit za zbirko pesmi Kako bomo umirali France Forstnerič za mladinsko povest Srakač Jovan Hadži za poljudnoznanstveno delo Razvojna pota živalstva Marlenka Stupica za ilustracije v knjigi Leopolda Suhodolčana Krojaček Hlaček ter v slikanicah Številke in Babica v cirkusu Ivan Seljak - Čopič za ilustracije v otroškem periodičnem tisku Ciciban, Pionir in Pionirski list |
| 1971 | Lojze Zupanc za zbirko ljudskih pripovedk Zlato pod Blegošem Janez Bitenc za pesmarico Ciciban poje Ive Šubic za ilustracije v knjigi Ferda Godine Kos rženega kruha Luc Menaše za poljudnoznanstveno delo Evropski umetnostnozgodovinski leksikon |
| 1972 | Kristina Brenk za pripoved Deklica Delfina in lisica Zvitorepka Božo Kos za ilustracije v knjigi Branke Jurca Rodiš se samo enkrat Slavko Kremenšek za poljudnoznanstveno delo Slovensko študentovsko gibanje 1919–1941 |
| 1973 | Milko Matičetov za zbirko (ljudskih živalskih) pravljic Zverinice iz Rezije Svetlana Makarovič za knjigo (zbirka svobodnih živalskih pravljic) Miška spi Marija Lucija Stupica za ilustracije Andersenove pravljice Kraljična na zrnu graha |
| 1974 | Ferdo Godina za leposlovno delo za otroke Sezidala si bova hišico Milan Bizovičar za ilustracije v knjigi Lojzeta Kovačiča Možiček med dimniki Miran Ogrin za potopis Od Kalifornije do Ognjene zemlje |
| 1975 | Svetlana Makarovič za knjige Kam, kam, kosovirja?, Kosovirja na leteči žlici, Pekarna Mišmaš Kazimir Tarman za poljudnoznanstveno delo Zakaj, zato v ekologiji Milan Bizovičar za izvirne ilustracije v knjigi Daneta Zajca Abecedarija |
| 1976 | Jože Snoj za knjigi Avtomoto mravlje in Pesmi za punčke Ivan Seljak - Čopič za ilustracije v knjigi Afriške pripovedke, v knjigi Franceta Bevka Knjiga o Titu in v knjigi Daniela Defoeja Robinson Crusoe Rajko Pavlovec za poljudnoznanstveno delo Kras |
| 1977 | Dane Zajc za mladinsko pesniško zbirko Abecedarija Marjan Manček za ilustracije zgodbe Josipa Jurčiča Kozlovska sodba v Višnji Gori Jože Pahor za poljudnoznanstveno delo Dogodivščine v atomskem inštitutu |
| 1978 | Slavko Pregl za mladinsko povest Geniji v kratkih hlačah Marjan Amalietti za ilustratorsko delo v celoti s poudarkom na ilustracijah knjige Fjodorja Mihajloviča Dostojevskega Netočka Nezvanova in knjige Jiřija Kolárja Ulenspiegel Zoran Jerin za potopisno delo Himalaja, rad te imam                                                                                             |
| 1979 | Leopold Suhodolčan za knjige Piko Dinozaver, Cepecepetavček, Peter Nos je vsemu kos, Levi in desni klovn, Norčije v gledališču Saša Vegri za pesniško zbirko Mama pravi, da v očkovi glavi Jelka Reichman za ilustracije v knjigi Cepecepetavček Marija Makarovič za poljudnoznanstveni deli Kmečka abeceda in Kmečko gospodarstvo na Slovenskem                                      |

### Seznam dobitnikov od leta 1980 do leta 1989
| Leto | Dobitnik |
| ---- | --- |
| 1980 | Niko Grafenauer za pesniško zbirko Nebotičniki, sedite Marjanca Jemec Božič za ilustracije v knjigi Branke Jurca Ko Nina spi, v knjigi Polonce Kovač Deževen dan je krasen dan, v knjigi Otona Župančiča Pomladna ladja, v knjigi Alenke Glazer Žigažaga in v knjigi Anice Černej Metuljčki Marijan Prosen za poljudnoznanstveno delo Utrinki iz astronomije |
| 1981 | Branko Hofman za leposlovno delo Ringo Star Kamila Volčanšek za ilustracije v knjigi bratov Grimm Kralj Drozgobrad Pavel Kunaver za poljudnoznanstveno delo Pravljica in resnica o zvezdah |
| 1982 | Tone Partljič za leposlovno delo Hotel sem prijeti sonce Kostja Gatnik za ilustracije v knjigi Williama Judsona Mrzla reka, v knjigi Normana Hunterja Nove prigode profesorja Modrinjaka in v knjigi Srbske narodne pripovedke Berta Golob za poljudnoznanstveno delo Žive besede                                                                            |
| 1983 | Vitomil Zupan za povest Potovanje v tisočera mesta Marija Lucija Stupica za ilustracije v knjigi Hansa Christiana Andersena Leteči kovček, v knjigi Arnolda Lobela Regica in Skokica in v svoji knjigi 12 mesecev Matjaž Schmidt za poljudnoznanstveno delo Nejčev prvi leksikon                                                                             |
| 1984 | Vida Brest za knjigo Majhen človek na veliki poti Danijel Demšar za ilustracije v knjigi Leopolda Suhodolčana Kuža Luža, v knjigi Gvida Tartalje Mama žaba in žabčki in v knjigi Marjete Novak Kužmucke Aleksander Konjajev za poljudnoznanstveno delo Nevidni živi svet                                                                                     |
| 1985 | Kajetan Kovič za pravljico Pajacek in punčka Marija Lucija Stupica za ilustracije v knjigi Hansa Christiana Andersena Pastirica in dimnikar Tita Kovač Artemis za poljudnoznanstveno delo Kemiki skozi stoletja |
| 1986 | Mate Dolenc za pripoved Morska dežela na železniški postaji Andrej Trobentar za ilustracije v knjigi Joža Horvata Waitapu in v knjigi Pavji rep in druge kitajske basni Jana Milčinski za poljudnoznanstveno delo Lukec dobi sestrico |
| 1987 | Niko Grafenauer za knjigo Majhnica Samo Kuščer za poljudnoznanstveno delo Logo in računalnik Dušan Petričić za ilustracije v knjigi Jonathana Swifta Guliver med pritlikavci |
| 1988 | Miroslav Košuta za knjigo pesmi Na Krasu je krasno Alenka Goljevšček za knjigo Med bogovi in demoni Manca Košir za knjigo Mladi novinar Zvonko Čoh za ilustracije v knjigi Iva Zormana Račka Puhačka in v knjigi Sue Townsend Rastoče težave Jadrana Krta |
| 1989 | Marija Vojskovič za knjigo Hiša številka 15 Miroslav Šuput za ilustracije v knjigi Aleksandra Grina Begavka po valovih Janez Strnad za poljudnoznanstveno delo Iz take so snovi kot sanje |

### Seznam dobitnikov od leta 1991 do leta 1999
| Leto | Dobitnik |
| ---- | --- |
| 1991 | Lojze Krakar za knjigo Prišel je lev Aleksander Konjajev za poljudnoznanstveno delo Nejc in drobnoživke Dušan Muc za ilustracije v knjigi Tadeusza Konwickega Kronika ljubezenskih pripetljajev                                  |
| 1993 | Vida Jeraj Hribar za spominsko literarno pripoved Večerna sonata: Spomini z Dunaja, Pariza in Ljubljane Wang Huiqin za izvirne ilustracije v knjigi Brokatna podoba Samo Kuščer za poljudnoznanstveno delo Energija              |
| 1995 | Neli Kodrič za fantazijsko pripoved Lov na zvezde |
| 1997 | Dim Zupan za roman Leteči mački in zbirko povesti o Drekcu Pekcu in Pukcu Smukcu Jelka Godec Schmidt za ilustracije v knjigi Bisernica: Slovenske kratke pripovedi za otroke: 1945-1995 Viljenka Jalovec za Stavnico na cederomu |
| 1999 | Marlenka Stupica in Kristina Brenk za življenjsko delo Andrej Rozman - Roza za pesniško zbirko Črvive pesmi Zvonko Čoh za ilustracije v knjigi Enci benci na kamenci 2                                                           |

### Seznam dobitnikov od leta 2001 do leta 2009
| Leto | Dobitnik |
| ---- | --- |
| 2001 | Kajetan Kovič in Ančka Gošnik Godec za življenjsko delo Anja Štefan za pravljice Melje, melje, mlinček Lilijana Praprotnik Zupančič za ilustracije v slikanicah Male živali in živalske uspavanke                        |
| 2003 | Tone Pavček in Marjanca Jemec Božič za življenjsko delo Mojca Osojnik za avtorsko slikanico Hiša, ki bi rada imela sonce Damijan Stepančič za ilustracije v delu Janje Vidmar Leteči krožnik na našem vrtu               |
| 2005 | Dane Zajc in Jelka Reichman za življenjsko delo Desa Muck za zbirko zgodb Anica (Anica in velike skrbi, Anica in počitnice, Anica in velika skrivnost) Suzana Bricelj za ilustracije v knjigi Mala nočna torta s plameni |
| 2007 | Niko Grafenauer in Marjan Manček za življenjsko delo Anja Štefan za slikanico Kotiček na koncu sveta Alenka Sottler za ilustacije v knjigi Pepelka                                                                       |
| 2009 | Polonca Kovač in Matjaž Schmidt za življenjsko delo Andrej Rozman - Roza za slikanico 100 + 1 uganka Svjetlan Junaković za ilustracije v slikanici 100 + 1 uganka                                                        |

### Seznam dobitnikov od leta 2011 do danes
| Leto | Dobitnik |
| ---- | --- |
| 2011 | Svetlana Makarovič in Kostja Gatnik za življenjsko delo Majda Koren za knjigo Mici iz 2. a Damijan Stepančič za slikanico Zgodba o sidru                                                                 |
| 2013 | Neža Maurer in Danijel Demšar za življenjsko delo Barbara Simoniti za knjigo Močvirniki Peter Škerl za ilustracije v knjigi Močvirniki                                                                   |
| 2015 | Miroslav Košuta in Zvonko Čoh za življenjsko delo Svetlana Makarovič za knjigo Mesečinska struna Maja Kastelic za ilustracije v knjigi Deček in hiša                                                     |
| 2017 | Slavko Pregl in Lila Prap za življenjsko delo Peter Svetina za knjigo Molitvice s stopnic Tanja Komadina za podobe v knjigi Gospa s klobukom                                                             |
| 2019 | Boris A. Novak in Jelka Godec Schmidt za življenjsko delo Anja Štefan za knjigo Drobtine iz mišje doline Ana Zavadlav za ilustracije zadnjih dveh let, posebej Čriček in temačni občutek Toona Tellegena |
| 2021 | Andrej Rozman Roza in Alenka Sottler za življenjsko delo Blaž Lukan za knjigo Fantek in punčka Ana Zavadlav za ilustracije v knjigi Obisk Gaje Kos                                                       |
| 2023 | Desa Muck in Kamila Volčanšek za življenjsko delo Suzana Tratnik za knjigo Ava Ana Zavadlav za ilustracije v knjigi Italijanske pravljice Itala Calvina                                                  |
| 2025 | Bina Štampe Žmavc in Damijan Stepančič za življenjsko delo Žiga Kosec za knjigo Na hribu je praprot Maja P. Kastelic za slikanico Povabilo                                                               |

### Levstikovi nagrajenci za življenjsko delo
Dobitniki najprestižnejše Levstikove nagrade so zaznamovani tudi v aleji Levstikovih nagrajencev v Levstikovih arkadah ob ljubljanski Slovenski cesti. Alejo so odprli septembra 2015 na 184. obletnico rojstva Frana Levstika. Pobudnica ideje o aleji je bila Suzana Duhovnik.
| Leto | Dobitnik             |
| ---- | -------------------- |
| 1999 | Marlenka Stupica     |
| 1999 | Kristina Brenk       |
| 2001 | Kajetan Kovič        |
| 2001 | Ančka Gošnik Godec   |
| 2003 | Tone Pavček          |
| 2003 | Marjanca Jemec Božič |
| 2005 | Dane Zajc            |
| 2005 | Jelka Reichman       |
| 2007 | Niko Grafenauer      |
| 2007 | Marjan Manček        |
| 2009 | Polonca Kovač        |
| 2009 | Matjaž Schmidt       |
| 2011 | Svetlana Makarovič   |
| 2011 | Kostja Gatnik        |
| 2013 | Neža Maurer          |
| 2013 | Danijel Demšar       |
| 2015 | Miroslav Košuta      |
| 2015 | Zvonko Čoh           |
| 2017 | Slavko Pregl         |
| 2017 | Lila Prap            |
| 2019 | Boris A. Novak       |
| 2019 | Jelka Godec Schmidt  |
| 2021 | Andrej Rozman - Roza |
| 2021 | Alenka Sottler       |
| 2023 | Desa Muck            |
| 2023 | Kamila Volčanšek     |
| 2025 | Bina Štampe Žmavc    |
| 2025 | Damijan Stepančič    |